# Bart Bosman
Bart Bosman (10 mei 1942 - 2 januari 2006) was een Nederlands bioloog en autoriteit op het gebied van ongediertebestrijding.

## Levensloop
Bart Bosman was in dienst bij bestrijdingsmiddelendistributeur RIWA en was lid van de raad van bestuur van de Nederlandse Vereniging van Ongediertebestrijdingsbedrijven. In dat kader gaf hij regelmatig publiekelijke adviezen. Zo was hij van mening dat de overheid doelgericht zou moeten omspringen met subsidies voor het ontwikkelen van middelen tegen ongedierte vanwege optredende resistentie. Voorts was hij tegen een harmonisatie van de regelgeving op dit gebied in Europees verband. Hij was namelijk bang dat in geval van een nationale ongedierteplaag er niet tijdelijk een verboden middel zou mogen worden gebruikt omdat de Biociderichtlijn van de Europese Unie een dergelijke clausule niet kent en boven de Nederlandse wet uitgaat die een dergelijke ontsnappingsregeling wel kent.
Bart Bosman overleed op 63-jarige leeftijd.